# Felsőpakony
Felsőpakony je vas na Madžarskem, ki upravno spada pod podregijo Gyáli Županije Pešta.